# Казанова дел Морбаско (Кремона)
Казанова дел Морбаско (итал. Casanova del Morbasco) је насеље у Италији у округу Кремона, региону Ломбардија.
Према процени из 2011. у насељу је живело 935 становника. Насеље се налази на надморској висини од 53 м.